# کراسنی زیلیم
کراسنی زیلیم (به لاتین: Krasny Zilim) یک منطقهٔ مسکونی در روسیه است که در باشقیرستان واقع شده‌است.